# Rodolfo Gaona
Rodolfo Bernal Gaona, conocido como el Califa de León  (León de los Aldamas, 22 de enero de 1888-Ciudad de México, 20 de mayo de 1975), fue un matador de toros mexicano figura del toreo durante la edad de oro del toreo (1913-1918) junto a Rafael Gómez el Gallo y Vicente Pastor.
Fue el inventor de la gaonera, un pase de capote por detrás y del pase del centenario (un lance similar a la gaonera pero realizado con la muleta y por el lado derecho). Se le considera uno de los toreros más elegantes de la historia.

## Biografía
Nació el 22 de enero de 1888 en León de los Aldamas, en el estado de Guanajuato (México), hijo del navarro Roberto Gaona y de Regina Jiménez, nacida en México. Su primer oficio fue curtidor. El primer contacto que tuvo con la tauromaquia fue a través de las capeas que varios jóvenes organizaban en los campos cercanos. Se formó en la escuela taurina de León de los Aldamas regentada por el descubridor de Gaona, Saturnino Frutos, Ojitos, banderillero de la cuadrilla de Frascuelo; fue presentado en la plaza de toros de México el 1 de octubre de 1905.

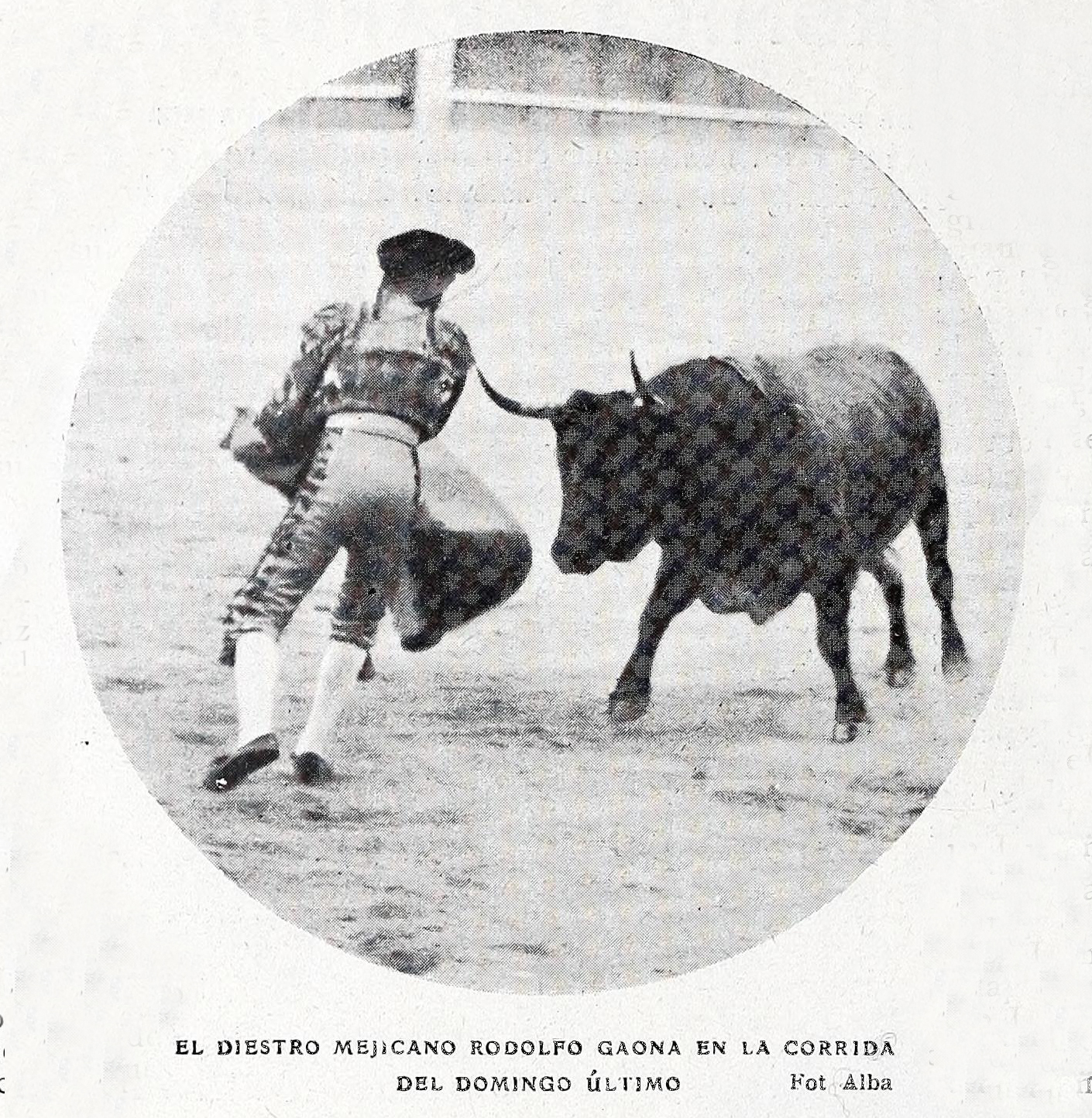
Gaona toreando en Madrid en septiembre de 1908

En 1907 debutó en la plaza de toros del Toreo de la Condesa en Colonia Roma, México. Desde su debut, Gaona lidió más de ciento veinte novilladas antes de viajar a España en 1908. Otros toreros antes que Gaona viajaron a España para tomar la alternativa en Madrid, entre ellos el torero peruano Ángel Valdez, el Maestro, el mexicano Ponciano Díaz o Vicente Segura sin que lograran consolidarse en España, fue Gaona quien logró afianzarse como matador de toros y se situó en las primeras líneas del escalafón taurino español revolucionando el toreo de su época haciéndolo universal.
Rodolfo Gaona fue un hombre apuesto y guapo, con un toque de exotismo y distinción que atraía a las mujeres. Actrices y cupletistas de aquel Madrid de principios del siglo XX se sintieron atraídas por el torero. Antes de conocer a la actriz Carmen Ruiz Moragas, con quien contrajo matrimonio en noviembre de 1917 en la parroquia de Nuestra Señora de las Angustias de Granada, tuvo una novia también perteneciente al mundo del espectáculo, la cupletista Paquita Escribano que en aquellos años compartía cartel con las famosas Adelita Lulú y La Goya.
Tras su temprana separación de la actriz Carmen Ruiz regresó a México negándose a volver a torear en España. Al diestro azteca se le cambió incluso el carácter desde su separación de la actriz y, de ser una persona abierta, divertida y simpática, pasó a ser agrio, huraño, tosco, gruñón, desconfiado, solitario y huidizo. Todo este escándalo amoroso le creó también mala fama en su propio país como esposo burlado por una mujer y circulaban malintencionadamente comentarios que apuntaban que la causa de la separación entre el torero y la actriz española había sido su presunta homosexualidad. Todo esto le hizo un daño terrible a su fama como torero. 
Rodolfo Gaona volvió a casarse con otra mujer española, Enriqueta Gómez Vázquez con la que tuvo tres hijos y con la que pasó el resto de su vida.

## Alternativa
El 31 de mayo de 1908 tomó la alternativa en la plaza de toros de Tetuán de las Victorias (Madrid) siendo su padrino Manuel Lara, el Jerezano que le cedió el toro de la alternativa, Rabanero de la ganadería brava de Basilio Peñalver. Por la corrida de la alternativa, Gaona cobró 1 500 pesetas, y repitió el 30 de mayo con un mano a mano con Vicente Pastor Delgado, lidiaron toros de la ganadería de  Carvajal.
La confirmación de la alternativa fue el 5 de julio de 1908. Su padrino fue Juan Sal López, Saleri, y actuó de testigo Tomás Alarcón, Mazzantinito;  el toro de la confirmación fue Gordito de la ganadería de Juan González Nandín.

## Trayectoria como  matador de toros
Tras la confirmación de la alternativa, el espada mexicano se situó entre los toreros más solicitados para lidiar las corridas de abono de la feria taurina de Madrid y otras ciudades españolas.  Lidio el 15 de julio de 1908 en la corrida de toros inaugural de la plaza de toros de Vista Alegre (Madrid),  compartiendo cartel con Ricardo Torres Bombita, y Rafael González Madrid, Machaquito. Tras estas actuaciones Gaona regresó a América.

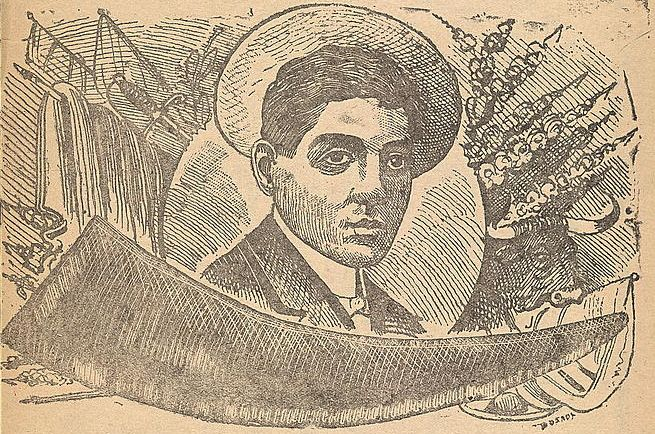
Rodolfo Gaona por José Guadalupe Posada.

Durante 1909 toreó en treinta y dos ocasiones en México. Al año siguiente, en 1910, lidió un total de cuarenta y seis corridas, en México durante la lidia de Pinalito de la ganadería de Saltillo, empleó por primera vez  la gaonera, un pase que realizado con el capote por la espalda y sujeto por ambas manos. La suerte había sido empleada y descrita por Paquiro anteriormente y puesta en práctica por Ojitos, sin embargo fue Gaona quien hizo popular este bello lance de capote.
En la temporada de 1911 lidió cuarenta y ocho corridas. En 1912  la temporada finalizó con sesenta y dos festejos lidiados, de este año es una de las mejores faenas realizadas por el torero mexicano, la corrida del 21 de abril celebrada en Sevilla al toro Desesperado de la ganadería de Gregorio Campos.
Durante la temporada de 1913 Gaona se posicionó por delante de Ricardo Torres, Bombita y de Rafael González, Machaquito. Lidió cuarenta y tres corridas, entre las que destacó la faena de Madrid el 18 de mayo al toro Carpintero, número 31 de la ganadería de los herederos de Esteban Hernández, con el que Gaona obtuvo un rotundo triunfo. Lidió entre otras ciudades en Lisboa el 14 de junio una corrida nocturna de la ganadería Los Arribas, en Valencia toros de Anastasio Martín junto a Machaquito y García Malla; en San Fermín el 8 de julio junto a Machaquito y el Gallo, toros de la ganadería de Veragua y el 10 de junio repitió con toros de Miura junto al Gallo y Martín Vázquez. El 27 de julio toreó en San Sebastián junto a Antonio Fuentes y Vicente Pastor Delgado. El 7 de agosto lidió de nuevo en Lisboa destacando en la suerte de banderillas con toros de Coruche.

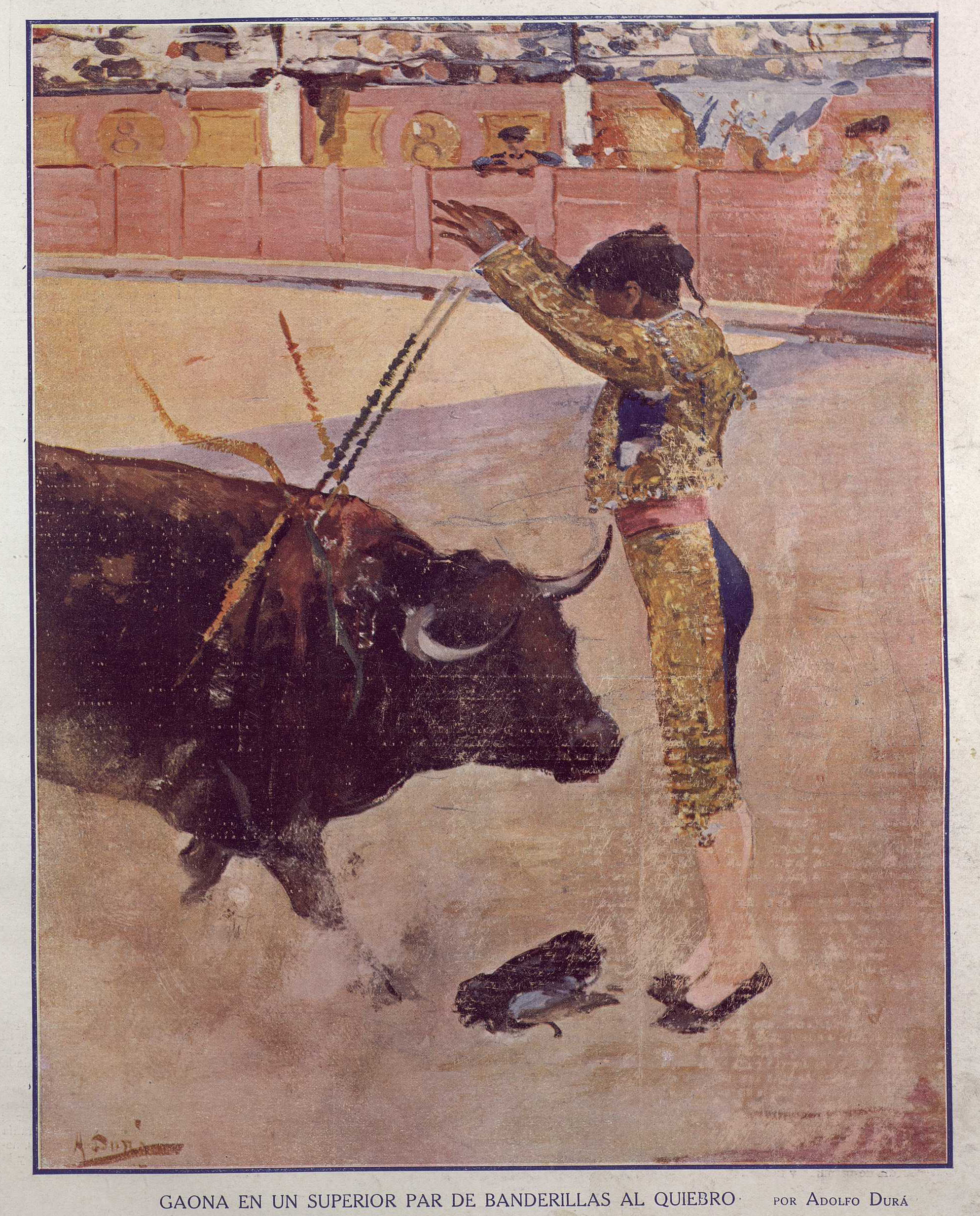
Gaona en un par de banderillas al quiebro

Entre 1914 y 1920 Gaona lidió cerca de doscientas noventa corridas de toros en España. A principios de 1920 regresó a México tras pasar seis años en las plazas españolas, se presentó el 14 de enero en la plaza del Toreo de Cuatro Caminos donde triunfó con el toro Sangre Azul de la ganadería de San Diego. Este fue el periodo más importante en la trayectoria profesional de Gaona en España, hasta la aparición de Joselito y Juan Belmonte. En México, sus grandes éxitos fueron entre 1920 y 1924. Rivalizó en los ruedos con Joselito, Rafael Gómez Ortega, El Gallo, Vicente Pastor Delgado, Cayetano Sanz, Belmonte.
Rodolfo Gaona dominó todas las suertes, con el capote fue reconocido por sus legendarias gaoneras, el pase del centenario y el lance de la tijerilla; a la vez que fue un gran banderillero. Con la muleta mostró grandes cualidades artísticas entre ellas destacó en el cambio de rodillas. Tuvo grandes altibajos con el estoque, que le privaron de muchos triunfos a lo largo de su prolongada estancia en España. El crítico taurino José Díaz de Quijano, Don Quijote, dijo de él: "Fue Gaona un torero elegante a lo Lagartijo, a lo Fuentes, con menos afectación y más naturalidad que este». Cossío lo calificó como «la suprema elegancia, la elegancia personificada».
Se retiró de los ruedos el 12 de abril de 1925 en un festival celebrado en México en la Monumental Plaza El Toreo de La Condesa, de la Ciudad de México, en una tarde en la que estoqueó siete toros.
Falleció el 20 de mayo de 1975, en la Ciudad de México a los 87 años.